# الألعاب البارالمبية الشتوية 2006
الألعاب البارالمبية الشتوية 2006 هي النسخة الثامنة من الألعاب البارالمبية بدأت في 10 مارس وإنتهت في 19 مارس 1976 في تورينو، إيطاليا بعد نجاح عرض المدينة في الحصول على شرف استضافة الألعاب البارلمبية، شارك 486 رياضي في منافسات هذه النسخة ومن 39 دولة. إحتلت روسيا الصدارة في ترتيب الميداليات بعد فوزها ب13 ميدالية ذهبية.